# Grandes jardines italianos
Grandi Giardini Italiani (Grandes jardines italianos) es una red de más de 80 jardines visitables en 12 regiones italianas, con la adición del Cantón Ticino (Suiza) y Malta. La red incluye los jardines del Renacimiento, barroco y modernos: 500 años de historia del arte y del diseño de jardines y paisajes, un patrimonio artístico y único en el mundo botánico.
El circuito fue fundado por Judith Wade en el que propone la promoción de los jardines adheridos a través de dos sitios web y publicaciones del sector. En el 2007 crea y certifica nuevos itinerarios de los jardines visitados en todas las regiones de Italia, como:
"Un mare di giardini", "Ferma il tempo. Visita un giardino veneto" , "I grandi giardini del Lazio. The Roman Countryside".

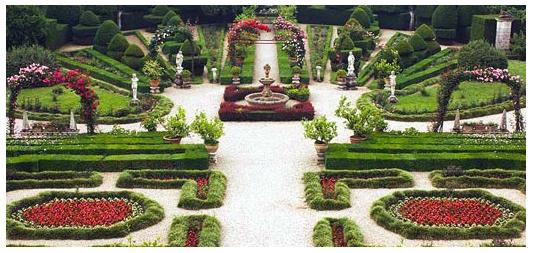
Jardín de Villa Pisani Bolognesi Scalabrin

## Relación de jardines

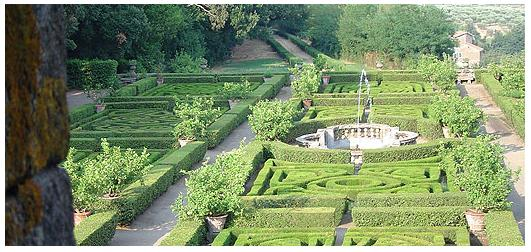
Jardín del Castello Ruspoli di Vignanello

Los miembros de la red son los siguientes jardines (desglosados por regiones):
| - Isole di Brissago (Brissago) - Parco del Museo Vincenzo Vela (Ligornetto) - Parco Scherrer (Morcote) - Vittoriale degli Italiani (Gardone Riviera, BS) - Isola del Garda (San Felice del Benaco, BS) - Giardino Botanico Andrè Heller (Gardone Riviera, BS) - Villa d'Este (Cernobbio, CO) - Villa Erba (Cernobbio, CO) - Villa Melzi d'Eril (Bellagio, CO) - Villa Carlotta (Tremezzo, CO) - Parco Villa Carcano (Anzano del Parco, CO) - Parco della Fondazione Minoprio (Vertemate con Minoprio, CO) - Villa Borromeo Visconti Litta (Lainate, MI) - Crespi Bonsai Museum (Parabiago, MI) - Le Vigne di Bellavista, Franciacorta (Erbusco, BS) - gruppo Terra Moretti - Orto Botanico di Brera (Milano) - Parco del Castello di Miramare (Trieste) - Il Giardino di Villa Ottolenghi (Acqui Terme, AL) - Parco di Palazzo Malingri di Bagnolo (Bagnolo Piemonte, CN) - Castello di Pralormo (Pralormo, TO) - I Giardini di Venaria Reale (Venaria Reale, TO) - Giardini Botanici di Villa Taranto (Pallanza, VB) - Parco di Villa Pallavicino (Stresa, VB) - Giardino Barbarigo Pizzoni Ardemani (Valsanzibio di Galzignano Terme, PD) - Villa Pisani Bolognesi Scalabrin (Vescovana, PD) - Castello di San Pelagio - Museo dell'Aria (Due Carrare, PD) - Villa Nazionale Pisani (Stra, VE) - Villa Trissino Marzotto (Trissino, VI) - Villa Fracazan Piovene (Orgiano, VI) - Giardino Giusti (Verona) - Villa Arvedi (Grezzana, VR) - Parco Giardino Sigurtà (Valeggio sul Mincio, VR) - Castello di Roncade (Roncade, TV) - I Giardini di castel Trauttmansdorff (Merano, BZ) - Abbazia della Cervara (Santa Margherita Ligure, GE) - Villa Durazzo-Centurione (Santa Margherita Ligure, GE) - Villa Serra (Sant'Olcese,GE) - Giardino Esotico Pallanca (Bordighera, IM) - Giardini botanici Hanbury (Ventimiglia) | - Villa La Babina (Sasso Morelli - Imola, BO) - Villa Montericco Pasolini dall'Onda (Imola, BO) - Palazzo Fantini (Tredozio Forlì, FC) - Giardino Ducale di Parma(Parma) - Giardino Storico della Reggia di Colorno (Colorno , PR) - Parco del Castello di Grazzano Visconti (Grazzano Visconti , PC) - Parco Storico Seghetti Panichi (Castel di Lama, AP) - Giardino Bardini (Firenze) - Giardino di Boboli (Firenze) - Giardino Torrigiani (Firenze) - Villa La Massa (Candeli, FI) - Villa Peyron al Bosco di Fontelucente (Fiesole, FI) - Villa Poggio Torselli (San Casciano Val di Pesa, FI) - Villa Gamberaia (Settignano, FI) - Villa Reale di Marlia (Marlia, LU) - Villa La Pescigola (Fivizzano, MS) - Giardino Storico Garzoni (Pescia, PT) - Parco di Pinocchio (Collodi, PT) - Le Vigne di Petra (San Lorenzo Alto, Suvereto LI) - gruppo Terra Moretti - Campus Botanico Campastrello (Castagneto Carducci, LI) - Giardino La Foce (Chianciano, SI) - Giardini della Landriana (Ardea, Roma) - Parco Botanico di San Liberato (Bracciano, Roma) - Palazzo Patrizi (Bracciano, Roma) - Giardini Botanici di Stigliano (Canale Monterano, Roma) - Roseto Vacunae Rosae (Roccantica, RI) - Villa d'Este (Tivoli) - Villa Lante (Bagnaia, VT) - Sacro Bosco di Bomarzo (Bomarzo, VT) - Palazzo Farnese di Caprarola (Caprarola, Viterbo) - Castello Ruspoli di Vignanello (Vignanello , VT) - Centro Botanico Moutan (Vitorchiano, VT) - Giardini La Mortella (Napoli) - Parco Negombo\|Parco Idrotermale del Negombo (Napoli) - Villa San Michele (Napoli) - Orto botanico di Catania (Catania) - Le Stanze in fiore di Canalicchio (Catania) - Giardino di Villa Trinità (Mascalucia, CT) - Parco Paternò del Toscano (Sant'Agata Li Battiati, CT) - Il Giardino del Biviere - Villa Borghese (Lentini, SR) - Orto botanico di Palermo (Palermo) - Il Giardino di San Giuliano (Villasmundo, SR) - Il Giardino di Casa Pennisi (Acireale, CT) - Il Giardino di Villa Spaccaforno ( Modica, RG) - Palazzo Parisio (Naxxar, Malta) |